# Distretto di Wuri
Il distretto di Wuri (烏日區S, Wūrì QūP) è un distretto della municipalità di Taichung, situata a Taiwan.